# Polymixis nivea
Polymixis nivea là một loài bướm đêm trong họ Noctuidae.